# موت سيخوسيفي راديبي
كان سيخوسيفي «بازوكا» راديبي (بالإنجليزية: Sikhosiphi "Bazooka" Rhadebe)‏ رئيس لجنة أزمة أماديبة (بالإنجليزية: Amadiba Crisis Committee)‏ (ACC)، وهي حملة منظمة ضد التعدين في Xolobeni في Pondoland في منطقة كيب الشرقية في جنوب أفريقيا.

## حياته
كان سيخوسيفي راديبي في طليعة حملة معارضة للتعدين المكشوف للتيتانيوم في منطقة Xolobeni من قبل شركة السلع المعدنية المحدودة (بالإنجليزية: Mineral Commodities Limited)‏ (MRC).
شركة السلع المعدنية المحدودة هي شركة تعدين أسترالية مقرها في برث، وفرعها المحلي TEM. والشركة من شأنها أن تؤدي إلى تعطيل أسلوب حياة المجتمع.

## الموت والعواقب
تم اغتياله في 22 مارس 2016، قُتل برصاص مجهولين خارج منزله على أيدي مهاجمين مجهولين، وتم الإبلاغ عن عملية الاغتيال دوليًا، وما زالت القضية تناقش في وسائل الإعلام في جنوب إفريقيا.
أصيب راديبي بثماني رصاصات في رأسه أمام ابنه، الذي أخبر المحققين أن القتلة انتحلوا صفة الشرطة.
نفت شركة السلع المعدنية المحدودة التخطط لتفجير المنطقة، أو أي صلة لها بالقتل.
ولم يتم القبض على أحد فيما يتعلق بجريمة القتل. وزُعم أن الشرطة قامت بتخريب التحقيق. وزُعم أنهم من ضباط الشرطة.

## لجنة أزمة أماديبة
لجنة أزمة أماديبة هي مجموعة إطلاقت في عام 2007 من أجل حقوق سكان مجتمع Xolobeni في كيب الشرقية في جنوب أفريقيا.